# Charles Enderby
Pour les articles homonymes, voir Enderby.
Charles Enderby, né le 21 novembre 1797 à Greenwich et mort à Londres le 31 aout 1876, est un armateur britannique.

## Biographie
Il succède à son père Samuel Enderby Junior à la tête de la Samuel Enderby & Sons (en), une société de pêche à la baleine fondée par son grand-père Samuel Enderby en 1775.
Les Enderby sont surtout célèbres pour avoir organisé et parrainé de nombreuses expéditions polaires en Antarctique de 1820 à 1839. Ainsi, par exemple, ils étaient propriétaires du Tuba et du Lively de John Biscoe.
En 1845, les locaux de Charles Enderby sont détruits par un incendie. Cet événement marque le début des problèmes financiers de la société. Charles Enderby fonde en 1849 Hardwicke, une station de pêche aux îles Auckland et devient gouverneur des îles,.
Membre de la Royal Society où il rencontre de nombreux explorateurs dont il finance les voyages, il revient à Londres en 1853 et y finit sa vie relativement dans la pauvreté.

## Hommages
- Un secteur de l'Antarctique, nommé par Biscoe en 1831 (Terre d'Enderby) porte son nom
- L'île Enderby des îles Auckland a été nommée en l'honneur des Enderby
- Au chapitre 100 de Moby-Dick d'Herman Melville, le Pequod rencontre un navire de pêche londonien nommé le Samuel Enderby[6]
- Jules Verne mentionne les Enderby dans son roman Le Sphinx des glaces (partie 1, chapitre VIII)[7].